# Viscontea
Una viscontea era tipicamente un territorio minore di una contea, quest'ultima è in media grande quanto una piccola città. Nell'età post-napoleonica in Francia (~1830) i borghesi che aiutarono lo Stato con prestiti venivano fatti visconti, e gli veniva donato un piccolo territorio da cui poi si prendeva il nome (es. visconte di Morcerf). Vi erano casi in cui il figlio di un conte poteva ereditare parte della contea paterna prematuramente alla morte dei genitori, dunque prendendo il titolo di visconte, per poi un giorno divenire conte ed assumere il potere formale su tutto il territorio.
| Controllo di autorità | BNF (FR) cb15618592w (data) |